# Kungälvs glasbruk

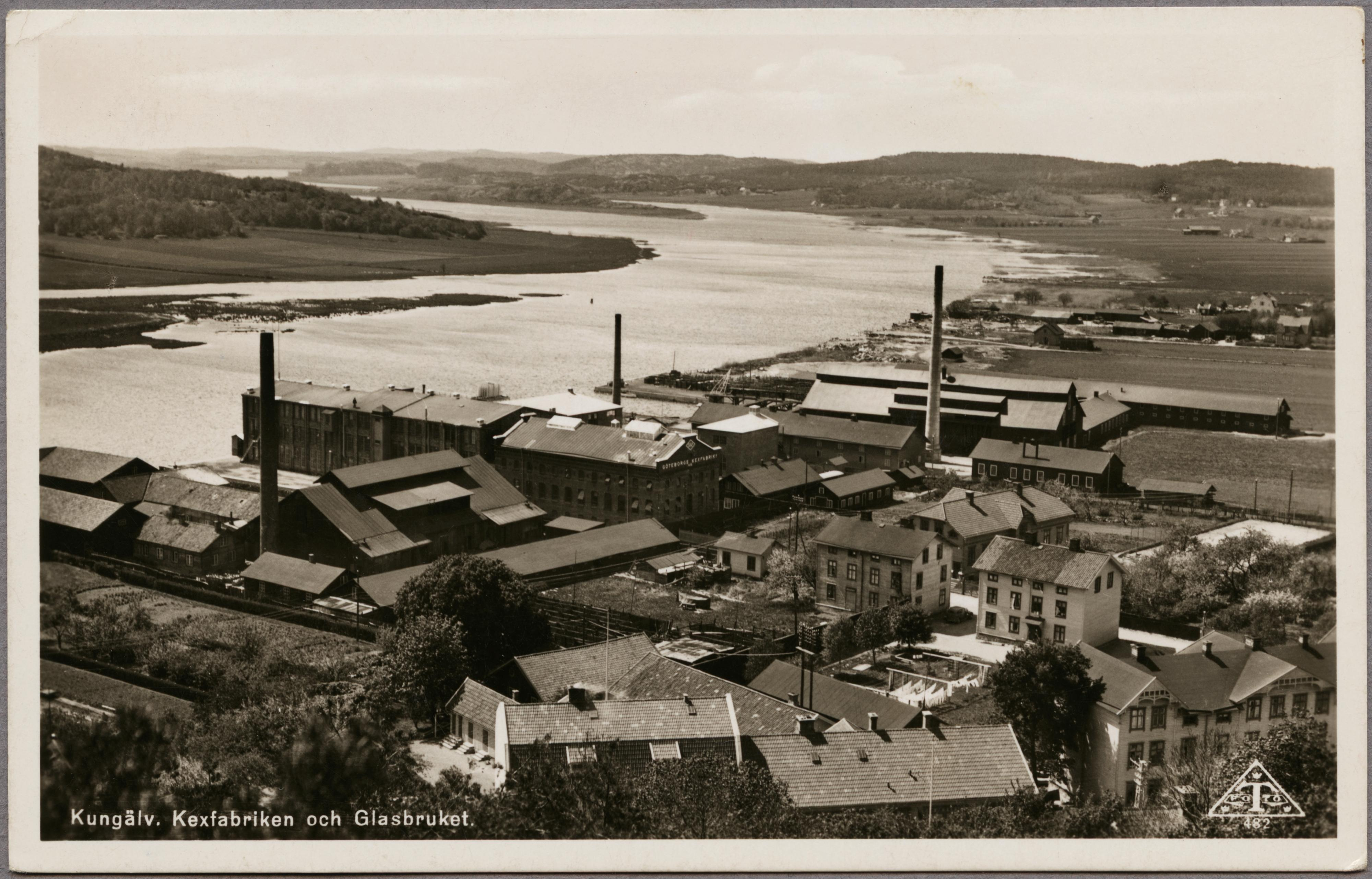
Kexfabriken och glasbruket i Kungälv. Vykort från 1947.

Kungälvs glasbruk (AB Kongelfs Glasbruk) var ett glasbruk i Kungälv 1875-1956. Glasbruket grundades av Carl Leopold Berggren tillsammans med byggmästare N. Andersson och disponent Rickard Åhman i Göteborg. Berggren tog senare över bolaget och etablerade Göteborgs Kex på granntomten 1888. Glasbruket köptes upp av Surte glasbruk 1913. Det var specialiserat på damejeanner. 1956 lades tillverkningen ned och området togs över av Göteborgs Kex.